# Christian Mikunda

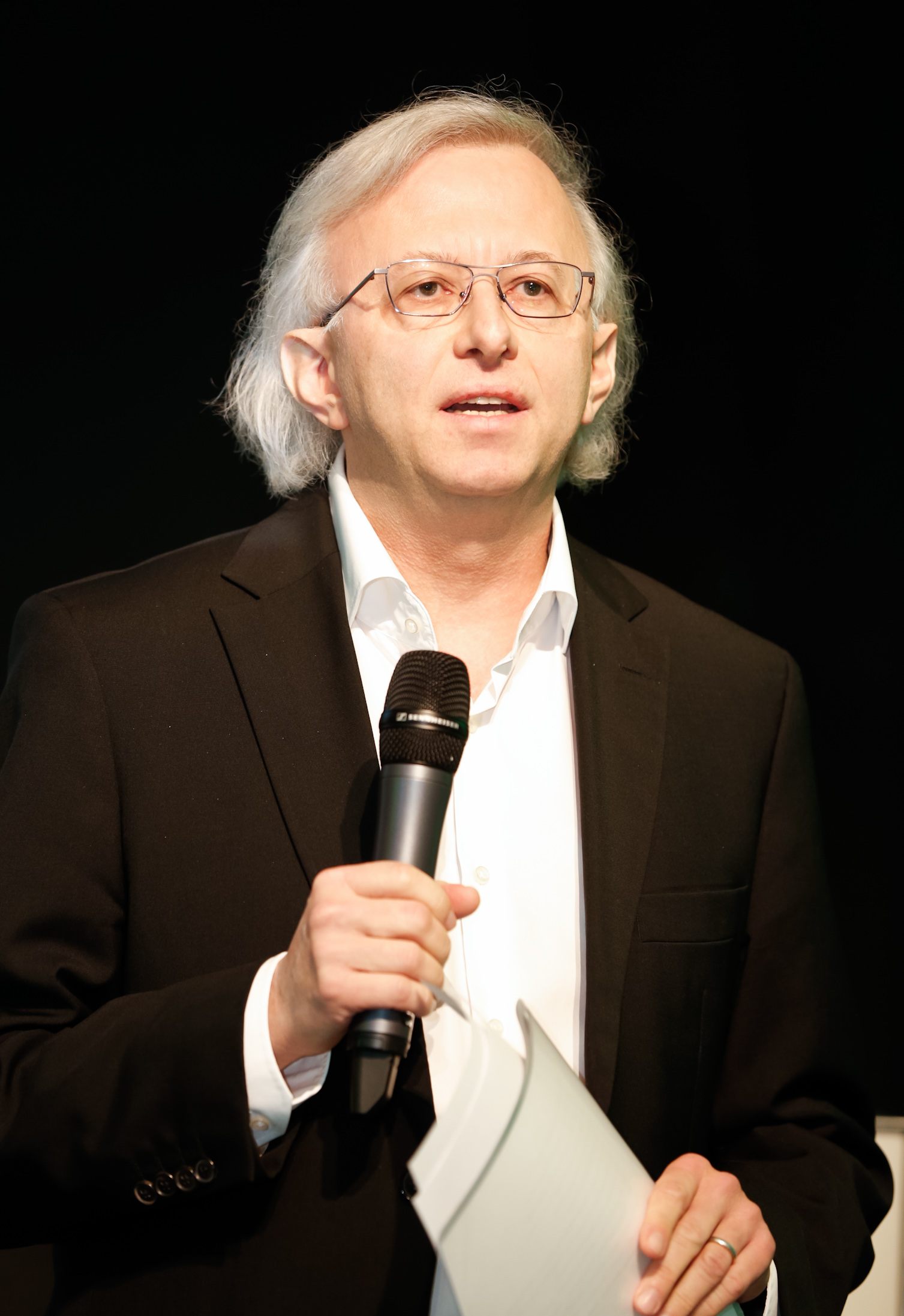
Christian Mikunda beim AGTT Fernsehforum 2013

Christian Mikunda (* 24. November 1957 in Wien) ist ein österreichischer Autor und weltweit tätiger Referent.

## Leben
Nach der Matura 1976 begann er das Studium der Theaterwissenschaft und der Psychologie an der Universität Wien, das er 1983 mit der Promotion zum Dr. phil. abschloss. Von 1984 bis 1990 arbeitete er als Dramaturg und Fernsehjournalist, 1986 erschien sein erstes Buch Kino Spüren. Strategien der emotionalen Filmgestaltung in München. In weiterer Folge war Mikunda auch als Trainer für Journalisten und Kameraleute in den Bereichen Dramaturgie und Bildgestaltung tätig. 1993 wurde Mikunda vom Gottlieb Duttweiler Institut in der Schweiz erstmals für Seminare zum Thema Marketing-Dramaturgie engagiert. Seither ist er häufig als Keynote-Speaker tätig. Er gilt als Experte der Experience Economy und Begründer der Laden-Dramaturgie und der strategischen Dramaturgie.
1995 gründete er gemeinsam mit seiner Frau Denise Mikunda-Schulz die CommEnt KG, das Institut für strategische Dramaturgie. Die Firma bietet Beratung zu Themen der strategischen Dramaturgie und Erlebniswirtschaft für Industrie, Handel, Tourismus und Entertainment an.
In den späten 1990er-Jahren perfektionierte Mikunda mit seiner Frau für die Umdasch Shop Academy das Format der sogenannten Lern-Expedition. Darunter versteht er ein reisendes Seminar, das in einer Kombination aus Vortrag und Live-Erlebnis die Prinzipien der Laden-Dramaturgie an Ort und Stelle theoretisch verständlich und emotional nachvollziehbar macht. Die häufigsten Ziele dieser Lernexpeditionen sind Metropolen wie New York, London oder Tokio, oder Entertainment-Hubs wie Dubai oder Las Vegas.
Christian Mikunda ist seit 1989 als externer Lehrbeauftragter an verschiedenen Universitäten und Fachhochschulen tätig. Er hatte die Vertretung einer Professur an der Eberhard Karls Universität Tübingen inne, lehrte an der Hochschule für Fernsehen und Film München, war Gastprofessor für angewandte Kulturpsychologie an der Alpen-Adria-Universität in Klagenfurt und Guest Speaker zum Thema Experience Architecture an der Harvard Graduate School of Design. In Wien war er 17 Jahre lang Lektor am Institut für Psychologie und am Institut für Publizistik und Kommunikationswissenschaft. Seit 2007 unterrichtet er Marketing-Dramaturgie an der Fakultät für Wirtschaftswissenschaften der Universität Wien.
Christian Mikunda wurde 2013 mit dem Goldenen Ehrenzeichen für Verdienste um die Republik Österreich ausgezeichnet. Er lebt mit seiner Frau und seinem Sohn in Wien.

## Schriften

### Bücher
- Kino spüren. Strategien der emotionalen Filmgestaltung. Filmland Presse, München 1986, ISBN 3-88690-072-X.
- Der verbotene Ort oder Die inszenierte Verführung. Unwiderstehliches Marketing durch Strategische Dramaturgie. Econ, Düsseldorf 1995, Chinesische Ausgabe 1997, Koreanische Ausgabe 2005, ISBN 3-430-16737-X.
- Marketing spüren. Willkommen am Dritten Ort. 4., aktualisierte und überarbeitete Auflage. Redline, München 2016, ISBN 978-3-86881-601-3. (Die deutsche Erstauflage erschien 2002)
- Brand lands, Hot Spots & Cool Spaces. Welcome to the Third Place and the total Marketing Experience. Kogan Page, London (Philadelphia) 2004, ISBN 0-7494-4256-5.
- Warum wir uns Gefühle kaufen. Die 7 Hochgefühle und wie man sie weckt. Econ, Berlin 2009, Koreanische Ausgabe 2011, ISBN 978-3-430-20068-4.
- Hypnoästhetik. Die ultimative Verführung in Marketing, Handel und Architektur Econ, Berlin 2018, ISBN 978-3-430-20267-1.

### Aufsätze (Auswahl)
- Psychologie macht Dramaturgie. Ein Hoffnungsgebiet? In: Medienpsychologie. Jg. 2, Heft 4, Opladen 1990, S. 243–257.
- Strategische Dramaturgie. In: gdi Impuls. 4/92, Rüschlikon 1992, S. 22–33.
- Die große Kauflustmaschine. Ein Expeditionsbericht aus der Mall of America. In: gdi Impuls. 2/94, Rüschlikon 1994, S. 42–52.
- Die Dramaturgie der Inszenierungen. In: Willhelm Kreft: Ladenplanung. Strategien für Verkaufsräume. Verlagsanstalt Alexander Koch, Leinfelden-Echterdingen 2002, S. 202–210.
- Alles Theater: Die Laden-Dramaturgie. Wie aus dem Handel ein Freizeitvergnügen wurde. In: Umdasch Shop-Academy (Hrsg.): Lexikon für Ladenbau und Ladenmarketing. Callwey, München 2011, S. 92–97.